# موسيقى غانا

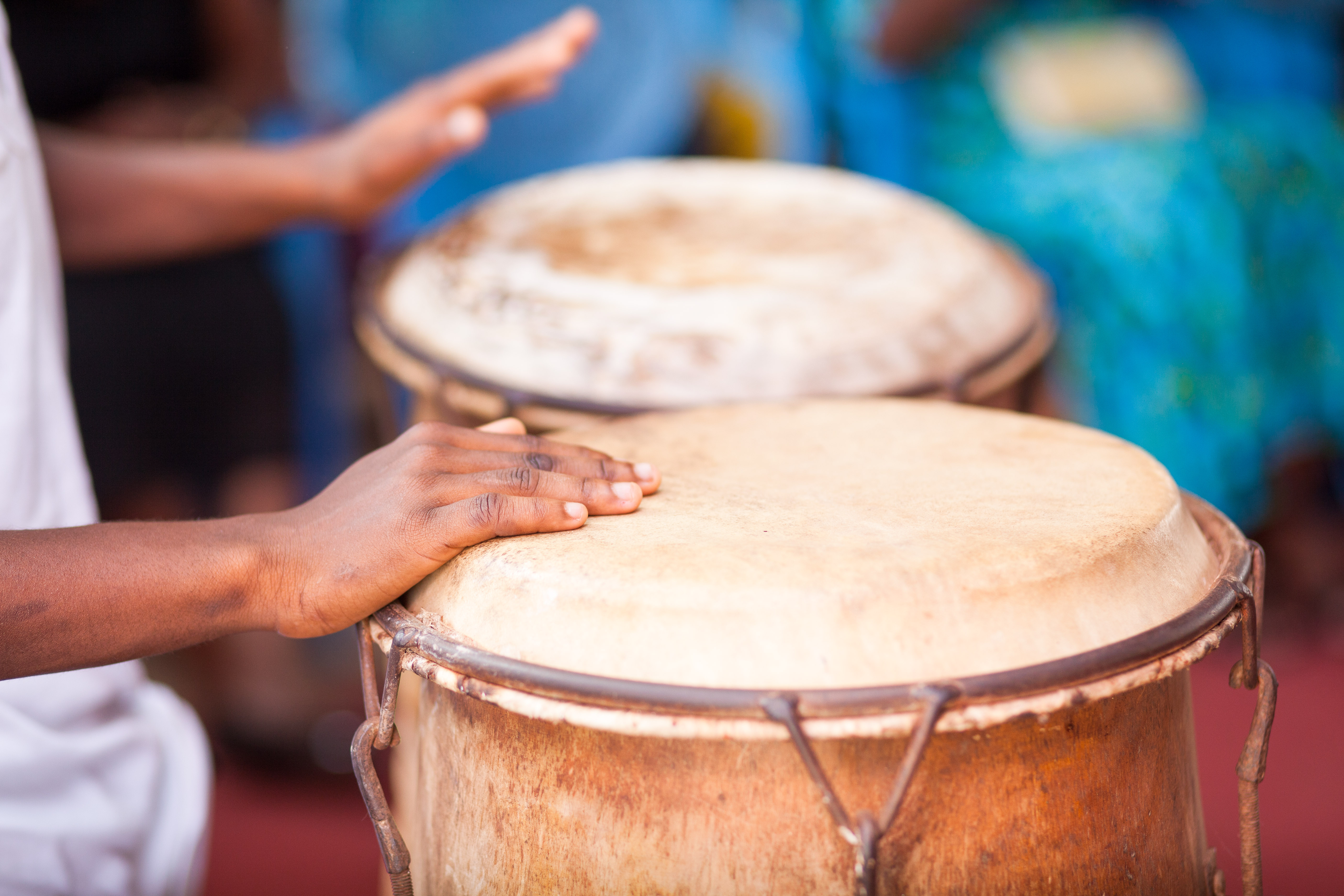
صورة للطبل

هناك العديد من أنماط الموسيقى التقليدية والحديثة في غانا، نظرًا للموقع الجغرافي الواسع لغانا في القارة الإفريقية.
 أشهر أنماط الموسيقى الحديثة التي نشأت في غانا هي الهايليف. لسنوات عديدة، كان الهايليف هو النوع الموسيقي المفضل حتى تم تقديم الهيبلايف وغيرها الكثير.

## الموسيقى التقليدية
علم الموسيقى التقليدي في غانا يمكن تقسيمه جغرافياً بين البلاد السافانا المفتوحة والشاسعة في شمال غانا التي تسكنها جماعات غانيين يتحدثون لغات الجور والماندي، والمناطق الساحلية الجنوبية الخصبة والمغطاة بالغابات التي تسكنها جماعات غانيين يتحدثون لغات كوا مثل الأكان.
- تقع التقاليد الموسيقية في الشمال ضمن التقاليد الموسيقية السواحيلية الأوسع. تضمن تركيبا مزيجًا من الألحان على آلات الوتر مثل العود الكولوجو والكمان الغونجي، وآلات النفخ مثل الناي والأبواق؛ مع إيقاعات متعددة تكون إما بالتصفيق أو بالعزف على الطبل المتحدث، والطبول القرعية أو طبول الباس البريكيت. تعتبر تقاليد موسيقى الجيل (بالافون) شائعة أيضًا، خصوصًا في شمال غانا حول وا ولاورا. تكون الموسيقى في الأنماط الشمالية عادةً مألوفة بمقياس السلم الخماسي الصغير أو المقياس الروماني، والميلسما تلعب دورًا مهمًا في الأنماط اللحنية والصوتية. ولها تاريخ طويل لتقاليد الغريو أو الغناء التمجيدي.
- موسيقى الساحل مرتبطة بالوظائف الاجتماعية، وتعتمد على أنماط إيقاعية معقدة تُعزف باستخدام الطبول والأجراس، بالإضافة إلى الأغاني المتناغمة. غالبًا ما تكون الطبول والرقصات مرتبطة ببعضهما، وتقليد الطبول الملكية فونتومفروم (مميز عن الطبول الشمالية) يعني أن الموسيقى تُستخدم على نطاق واسع للتواصل فيما بين الأمور القابلة للملمس والأمور الغامضة. أشهر تقاليد الطبول في جنوب غانا هي تقاليد الطبول والأجراس كيتي وأدوا. يمكن أن تكون الموسيقى أيضًا مرتبطة بالأديان التقليدية. استثناءً من هذا القاعدة هو تقليد الأكان في الغناء مع القيثارة السيبريوا، والتي نشأت من قيثارات الوتر في الشمال والغرب.

## فترة ساحل الذهب
كان ساحل الذهب مركزًا حيويًا للتجمع الموسيقي. تم دمج الإيقاعات خاصة من الأنماط مثل الجومبي والأشيكو، وأنماط العزف على الجيتار مثل الـ "ماينلاين" و "أوسيبيسابا"، وفرق النحاس الأوروبية وأغاني البحر، لتكوين الهايليف.

## فترة منتصف القرن العشرين واختراع الموسيقى الشعبية الغانية
أصبحت غانا دولة مستقلة في عام 1957. تعكس موسيقى غانا في كثير من الأحيان تأثير الكاريبي، لكنها لا تزال تحتفظ بطابع خاص بها. على الرغم من وجود موسيقى شاملة لجميع أنحاء غانا منذ فترة طويلة، إلا أن منتصف القرن العشرين شهد تطور الموسيقى الشعبية الغانية بشكل متميز. تضمنت الموسيقى الهايليف عناصر من الموسيقى السوينغ والجاز والروك والسكا والسوكوس. حقق الموسيقيون الغانيون نجاحًا في الولايات المتحدة ولفترة قصيرة في المملكة المتحدة مع نجاح فرقة "أوسيبيسا" في موسيقى الأفرو-روك في السبعينيات.

### فرق الجيتار في الثلاثينيات، الأربعينيات، الخمسينيات والستينيات
في الثلاثينيات، كانت فرقة سام، بقيادة جاكوب سام (كوامي أساري)، هي الأكثر تأثيرًا بين فرق الجيتار في موسيقى الهايليف. أغنيتهم "يا أمبونسا"، التي تم تسجيل ثلاث نسخ منها في عام 1928 لصالح شركة زونوفون، كانت نجاحًا كبيرًا ولا تزال من أهم الأغاني التي تقدمها العديد من فرق الهايليف حتى اليوم. وكان زعيم الفرقة القادمة الأكبر هو إي. كي. نيامي، الذي كان يغني بالتوي. قام نيامي أيضًا بإضافة الكمان الأجهر وعناصر أخرى غربية، بما في ذلك الموسيقى الجازية والكوبية بناءً على توصيات منتجه ومديره إ. نيومان-أجيري.
في الستينيات، كان الهايليف الراقص أكثر شهرة من الهايليف بفرق الجيتار؛ حيث بدأت معظم فرق الجيتار في استخدام الجيتار الكهربائي حتى حدثت نهضة للموسيقى التقليدية في منتصف السبعينيات.

### الهايليف الراقص في الثلاثينات، الأربعينات، الخمسينات والستينات
نمت موسيقى الهايليف الراقصة خلال الحرب العالمية الثانية، عندما أصبحت الموسيقى الجازية الأمريكية والسوينغ شائعة بمجيء جنود من الولايات المتحدة والمملكة المتحدة. بعد الاستقلال في عام 1957، بدأت الحكومة الاشتراكية في تشجيع الموسيقى الشعبية، لكن الهايليف ظلت شائعة وتأثرت بالموسيقى الترينيدية. إي. تي. مينسا كان أكثر الموسيقيين تأثيرًا في هذه الفترة، وكانت فرقته "التمبوس" ترافق الرئيس بشكل متكرر. زعيم الفرقة الأصلي لـ "التمبوس" كان غاي وارين، الذي كان مسؤولاً عن إدخال الموسيقى الترينيدية إلى غانا وأصبح في وقت لاحق معروفًا بسلسلة من التجمعات الابتكارية بين إيقاعات إفريقية وموسيقى الجاز الأمريكية. أيضًا في الخمسينيات والستينيات، قاد إبو تايلور وكينغ بروس وجيري هانسن وستان بلانج فرق موسيقية راقصة ذات تأثير كبير. ومع ذلك، في السبعينيات، سادت الموسيقى الشعبية من أوروبا والولايات المتحدة الساحة الغانية حتى حدثت نهضة في منتصف السبعينيات.

### نهضة في السبعينيات: إحياء الروح
بحلول بداية السبعينيات، كانت موسيقى الهايليف بالأسلوب التقليدي شائعة بين فرق الجيتار الكهربائي وموسيقى الرقص الشعبية. منذ عام 1966 وسقوط الرئيس كوامي نكروماه، انتقل العديد من الموسيقيين الغانيين إلى الخارج واستقروا في الولايات المتحدة والمملكة المتحدة. ظهرت فرق الهايليف مثل فرقة سامي كوفي (المعروفة أيضًا باسم كوفي سامي). في عام 1971، أُقيم مهرجان الموسيقى "سول تو سول" في أكرا. لعب العديد من الموسيقيين الأمريكيين الأسطوريين فيه، بما في ذلك ويلسون بيكيت وإيك وتينا تيرنر وكارلوس سانتانا. باستثناء الفنان المكسيكي الأمريكي سانتانا، كان هؤلاء النجوم الأمريكيين السود جميعهم، وكانت وجودهم في أكرا يُعتبر تشريعًا للموسيقى الغانية. على الرغم من أن الحفلة تُذكر الآن بشكل رئيسي بدورها كعامل حافز في النهضة الغانية التقليدية التالية، إلا أنها أدت أيضًا إلى زيادة شعبية الموسيقى الروك والسول الأمريكية.
مستوحاة من الموسيقيين الأمريكيين، ظهرت فرق جديدة للجيتار في غانا، بما في ذلك نانا أمبادو وإخوانه الأفارقة، وفرقة "الفتيان في المدينة" وغيرها. قام موسيقيون مثل سي. كيه. مان ودانيال أمبونسا وإدي دونكور بدمج عناصر جديدة، خصوصًا من الموسيقى الجامايكية الريغي. ظهرت أيضًا مجموعة تسمى "وولومي" في السبعينيات، قادت إحياءً ثقافيًا لتشجيع الشبان الغانيين على دعم موسيقى بلدهم. بحلول الثمانينات، كانت المملكة المتحدة تشهد ازدهارًا في الموسيقى الإفريقية حيث انتقل العديد من الغانيين وآخرين هناك بأعداد كبيرة. كانت مجموعة "هاي لايف إنترناشيونال" على الأرجح أكثر الفرق تأثيرًا في تلك الفترة، وشملت الفرق الأخرى جون كاي ودادي كراما وأوركسترا جازيرا وبن براكو. وفي منتصف العقد، تغيرت قوانين الهجرة البريطانية، وانتقل تركيز الهجرة الغانية إلى ألمانيا.
مجتمع الغانيين في ألمانيا أسسوا نوعًا من الموسيقى الهايليف يُعرف بـ "الهايليف بورغر". أحد أكثر موسيقيي الهايليف بورغر تأثيرًا في وقت مبكر كان جورج داركو، الذي قام بعمل بعنوان "أكو تي بروفو" والذي أطلق مصطلح "الهايليف بورغر"، ويُعتبر بداية هذا النوع الموسيقي. كان الهايليف بورغر شديد الشهرة في غانا، خصوصًا بعد إضافة إيقاعات الرقص التي تم إنشاؤها بواسطة الحاسوب. في الفترة نفسها، ظهرت مجتمعات غانية في تورونتو ومناطق أخرى في كندا. بات توماس ربما هو أشهر موسيقي غاني كندي. تشمل الجاليات الأخرى غانيين أمريكيين مثل أوبو أدي وغانيين سويسريين مثل أندي فانز وغانيين هولنديين مثل كومبي صالح.
في غانا نفسها خلال الثمانينيات، أصبحت الموسيقى الريغي شديدة الشهرة.

### الهيب لايف
في أواخر التسعينات، اكتشف جيل جديد من الفنانين ما يُعرف بالـ "هيبلايف". الشخص الذي يُعتبر مبتكرًا لهذا النمط هو ريجي روكستون، موسيقي غاني عاصر موسيقى الهيب هوب في الولايات المتحدة قبل أن يجد أسلوبه الفريد. الهيبلايف في الأساس كان هيب هوب باللهجة المحلية الغانية مع عناصر من الموسيقى التقليدية الهايليف.
قام منتج الموسيقى المبدع هامر من "ذا لاست تو" بإطلاق فنانين مثل أوبرافور، تيني وإكس-دو، الذين قاموا بزيادة شهرة الهيبلايف بشكل كبير. منذ ذلك الحين، انتشر الهيبلايف وأنجب نجومًا مثل ريجي روكستون، شيريفا جونو، آيجبي إديم، ساميني، وساركودي. المنتجون الذين ساهموا في توجيه هذا النوع الموسيقي إلى ما هو عليه اليوم كانوا هامر من "ذا لاست تو"، بول جاي، إي.إل، وجوبيتار، فنان الدانسهول.

## هيب هوب
الهيب هوب الغاني هو ثقافة فرعية وحركة فنية نشأت في غانا خلال أواخر التسعينات. جاء نوع الموسيقى الهيب هوب إلى وجود في غانا من خلال ريجي روكستون، المعروف بأب الهيبلايف، وموسيقيين بارزين آخرين مثل جايسو وبول جاي. جاء الهيب هوب أولاً إلى غانا كنمط موسيقي هيبلايف حيث قام ريجي روكستون بجمع إيقاعات الهيب هوب مع الأصوات الأفريقية لإنشاء نوع موسيقى جديد تُعرف بالهيب هوب الغاني.

## الإيقاعات الافريقية
في أواخر العقد الثاني من القرن الواحد والعشرين، قدم جيل جديد من الفنانين نوع الموسيقى الإيقاعات الأفرو إلى الساحة الموسيقية في غانا، والذي يُشار إليه بشكل رئيسي باسم "الأفرو بوب". قام مثل 4x4 وفيوز أودي جي وآخرون بشهرته وأصبح جزءًا من ثقافة الموسيقى الغانية.

## وصلات خارجية
- راديو بي بي سي 3 صوتي (60 دقيقة): كو نيمو والملك أييسوبا. تم الوصول إليه في 25 نوفمبر 2010.
- راديو بي بي سي 3 صوتي (60 دقيقة): سيرينا أوسوا دانكوا وباتمان ساميني. تم الوصول إليه في 25 نوفمبر 2010.